# Richard Emil Kutterer
Richard Emil Kutterer (* 15. Juli 1904; † 2003 in Lörrach) war ein deutscher Physiker, Ingenieur und Hochschuldozent, der im Bereich der Ballistik forschte.

## Leben
Kutterer studierte an der Technischen Hochschule in Berlin Physik. Er war von 1929 bis 1934 Assistent bei Carl Cranz und wurde 1935 mit Auszeichnung zum Dr. Ing. promoviert. Von 1935 bis 1945 war er als Regierungsrat im Heereswaffenamt Fachreferent für die Ballistik kleiner Kaliber.
Nach 1945 führte er seine Forschung am deutsch-französischen Forschungsinstitut (ISL) in Saint Louis weiter.
Ab 1959 übernahm er einen Lehrauftrag an der Technischen Hochschule Karlsruhe im Bereich Raumfahrt.
Von 1965 bis 1969 war er der zweite deutsche Direktor des deutsch-französischen Forschungsinstituts (ISL) in Saint-Louis nach Hubert Schardin (mit dem er bereits in Berlin unter Cranz gearbeitet hatte) und danach Ehrendirektor auf Lebenszeit.
Er war von 1931 bis zu ihrem Tod 1999 mit der Ingenieurin Waltraude Kutterer geb. Harbort verheiratet, mit der er mehrere Kinder hatte. Neben seiner wissenschaftlichen Arbeit war Kutterer in der Kommunalpolitik aktiv und förderte ebenso wie sein Kollege Hubert Schardin als begeisterter Musiker die musikalische Erziehung in seiner späteren Heimatstadt Weil am Rhein.

## Werk
Mit seiner 1942 erstmals erschienenen Monographie „Ballistik“ schuf Kutterer, wie sein Lehrer Carl Cranz es in den Vorworten der ersten und zweiten Ausgabe würdigte, ein streng wissenschaftliches und dennoch leicht verständliches Lehrbuch, das 1959 in einer stark erweiterten dritten Auflage erschien. Der Kutterer ist weiterhin – knapp sechzig Jahre nach Erscheinen der dritten Auflage – ein wichtiges Standardwerk im Bereich der Ballistik und beim Springer-Verlag als Print-on-Demand verfügbar.

## Auszeichnungen
- 1969: Bundesverdienstkreuz 1. Klasse
- 1971: Französischer Verdienstorden

## Schriften
- Zur Bestimmung des Geschoßwiderstands, 1935, TH Berlin – Dissertation
- Ballistik - Einführung in die mathematischen und technisch-physikalischen Grundlagen, Friedrich Vieweg & Sohn, Braunschweig, 1942, 208 S.
- Erdsatelliten Mittler Verlag, Frankfurt am Main, 1958, 32 S.
- Ballistik, Vieweg & Teubner, Wiesbaden, 1959, 304 S.